# John A. Mead

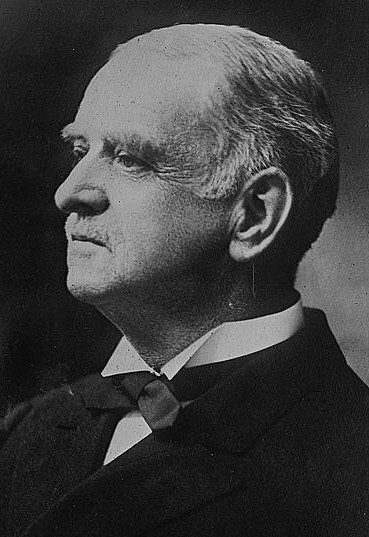
John A. Mead

John Abner Mead (* 20. April 1841 in Fair Haven, Rutland County, Vermont; † 12. Januar 1920 in Rutland, Vermont) war ein US-amerikanischer Politiker und von 1910 bis 1912 Gouverneur des Bundesstaates Vermont.

## Frühe Jahre und beruflicher Aufstieg
John Mead besuchte das Middlebury College. Seine Ausbildung wurde aber durch den Amerikanischen Bürgerkrieg unterbrochen, an dem er zwischen 1862 und 1863 für neun Monate teilnahm. Im Jahr 1864 beendete er dann seine Ausbildung am Middlebury College. Bis 1868 studierte er in New York City Medizin. Nach bestandenem Examen und seiner Zulassung als Arzt praktizierte er zwei Jahre lang in einem Krankenhaus in dieser Stadt, ehe er 1870 nach Rutland in Vermont zog, wo er zwischen 1870 und 1888 ebenfalls als Arzt arbeitete. Danach wurde er Leiter der medizinischen Fakultät der University of Vermont. Als Arzt arbeitete er auch für die Grand Army of the Republic, eine Veteranenorganisation des Bürgerkriegs. Er wurde Mitglied des Beraterstabs von Gouverneur Redfield Proctor und hatte die medizinische Aufsicht über die Gefängnisse. Aus wirtschaftlichen Gründen entschied er sich dann, seine medizinische Laufbahn zu beenden. Er stieg in das Bank- und Eisenbahngeschäft ein. Außerdem war er Präsident seiner John A. Mead Manufacturing Company. Mead war auch auf dem Immobilien- und Versicherungssektor tätig.

## Politische Laufbahn
Politisch wurde er Mitglied der Republikanischen Partei. Zwischen 1892 und 1893 war er Mitglied des Staatssenats. Von 1893 bis 1894 war er Bürgermeister von Rutland. Im Jahr 1893 war er als Vertreter für seinen Staat zuständig für die World’s Columbian Exposition, der Weltausstellung in Chicago. Im Jahr 1906 absolvierte er eine Legislaturperiode im Repräsentantenhaus von Vermont. Zwischen 1908 und 1910 war er als Vizegouverneur Vertreter von Gouverneur George H. Prouty. Nachdem er als Kandidat seiner Partei zu dessen Nachfolger gewählt worden war, konnte er zwischen dem 5. Oktober 1910 und dem 3. Oktober 1912 eine Amtszeit als Gouverneur seines Staates absolvieren. In dieser Zeit wurden in Vermont die Wahlkreise für den Staatssenat neu eingeteilt. Eine Landwirtschaftsschule wurde gegründet und Krankenschwestern mussten offiziell registriert werden. Damals wurde auch das Vorwahlprinzip in Vermont eingeführt.

## Weiterer Lebenslauf
Nach dem Ende seiner Gouverneurszeit widmet sich Mead wieder seinen zahlreichen geschäftlichen Angelegenheiten. Er wurde auch Kurator des Middlebury Colleges, der University of Vermont und der Norwich University. Den Ort Middlebury bedachte er mit einigen finanziellen Zuwendungen. Unter anderem finanzierte er 1918 die nach ihm benannte Mead Chapel. John Mead war mit Mary M. Sherman verheiratet, mit der er ein Kind hatte.